# Acer Liquid E2
De Acer Liquid E2 is een in april 2013 aangekondigde smartphone van Acer. De smartphone was vanaf mei 2013 verkrijgbaar en wordt geleverd met Android 4.2.1 (Jelly Bean). De Acer Liquid E2 is ook beschikbaar met dual SIM en heet dan Acer Liquid E2 Duo.
De smartphone is in zwart en wit verkrijgbaar.